# 伊藤四郎
伊藤 四郎（いとう しろう、1932年11月1日 - 2011年5月30日）は、三重県四日市市出身で、1950年代に活躍したプロ野球選手（投手）。

## 経歴
四日市商業高校を卒業後、1951年に名古屋ドラゴンズに入団。名古屋（中日）ではわずか2勝と目立った活躍はできなかった。
1955年1月末の春のキャンプ直前に、中西由行とともにトンボユニオンズに移籍。慶應大学の先輩後輩の縁で、トンボ監督・浜崎真二が中日代表・中村三五郎に対して、未完成でもよいのでとにかく身体が大きく球が速い選手を要望し、移籍の運びとなった。移籍通告後すぐさま、伊藤と中西は中日球団から特別二等車の切符を与えられて、列車で岡山キャンプに向かっていたトンボの選手と合流するように指示される。二人は列車に乗ると、特二等車には監督・浜崎真二と投手コーチ・若林忠志がいるのみで、他の選手はみな三等車に乗車していることを知り、慌てて三等車に移動した（新任コーチの小田野柏に切符を譲ったとされる）。中日では一軍選手の特二等車乗車が当然だったため、大変な球団に来てしまったと思ったという。
このシーズンは、新しく監督代行となった笠原和夫に志願して先発登板した9月27日の対西鉄ライオンズ戦で、10回1失点に抑え完投勝利を飾るが、この1勝に終わる。翌1956年突如として大ブレイク。それまでは、打者を追い込んだ後の制球に苦しんでいたが、南海ホークスから移籍入団したベテラン捕手の筒井敬三のリードもあって投球内容が改善する。内角へのシュート、外角へのスライダーのコンビネーションによる「遠近投法」を武器に、先発・中継ぎ・抑えと、とにかく勝てそうな試合ではどんどん投げ、前半戦で8勝を挙げた。新人の佐々木信也とともにオールスターゲームにも出場し、7月4日の第2戦（後楽園）で2回1/3を1安打に抑える好投を見せた。シーズンでは21勝（19敗）防御率2.00（リーグ6位）で、高橋（トンボ）球団史で唯一の20勝投手となった。
1957年シーズン前に高橋ユニオンズが解散し大映スターズと合併した事を受け、近鉄パールスに移籍。しかし、球団の解散騒動に伴い春のキャンプで十分な準備ができなかったためか、相次ぐ故障に悩まされ、球が全く走らなくなる。加えて、中西太の打球を膝に受けるなどの不運もあって低迷。1957年は2勝（11敗）、1958年は3勝（14敗）に終わり、1959年は勝ち星を挙げることができず、同年オフに自由契約となる。
1960年に南海ホークスに移籍するが、登板機会のなかった1961年限りで引退。
引退後は鶴岡一人に請われて南海の東海地区常駐スカウトに就任、のちチーフスカウトを務め、1997年に退任するまで新井宏昌・柏原純一・斉藤和巳ら、多くの名選手を獲得した。
その後は故郷の四日市に戻って余生を過ごした。2011年5月30日に旅行先の京都府で大動脈瘤破裂のため死去。78歳没。

## 選手としての特徴
大きく振りかぶって一度中堅方向に向いてから身体をねじるようにして投げる、ダイナミックな投球フォームからのスピードある直球を武器とした。しかし、体重移動が大きく視線がぶれるため、制球力に難があった。投手コーチの若林忠志からフォームの修正を何度も求められたが、変化球投手の若林とはタイプが違うとして、フォームを修正しようとしなかった。また、中日時代に杉下茂から伝授されたフォークボールも投げた。

## 人物
親分的気質の一方で、悪ガキのような無邪気な性格でもあり、トンボ（高橋）の登戸合宿所に住んでいた頃、山岸静馬・青木惇・木村義光ら年下の投手・捕手と仲が良かった。若手を騎馬にしてそれに乗って近隣に飲みに出かけたり、合宿所でプロレスごっこに興じていたという。

## 詳細情報

### 年度別投手成績
| 年 度      | 球 団       | 登 板 | 先 発 | 完 投 | 完 封 | 無 四 球 | 勝 利 | 敗 戦 | セ 丨 ブ | ホ 丨 ル ド | 勝 率 | 打 者 | 投 球 回 | 被 安 打 | 被 本 塁 打 | 与 四 球 | 敬 遠 | 与 死 球 | 奪 三 振 | 暴 投 | ボ 丨 ク | 失 点 | 自 責 点 | 防 御 率 | W H I P |
| ---------- | ----------- | ----- | ----- | ----- | ----- | -------- | ----- | ----- | -------- | ----------- | ----- | ----- | -------- | -------- | ----------- | -------- | ----- | -------- | -------- | ----- | -------- | ----- | -------- | -------- | ------- |
| 1951       | 名古屋 中日 | 3     | 0     | 0     | 0     | 0        | 0     | 0     | --       | --          | ----  | 16    | 4.0      | 1        | 0           | 4        | --    | 1        | 0        | 0     | 0        | 3     | 1        | 2.25     | 1.25    |
| 1952       | 名古屋 中日 | 1     | 0     | 0     | 0     | 0        | 0     | 0     | --       | --          | ----  | 4     | 1.0      | 1        | 0           | 1        | --    | 0        | 0        | 0     | 0        | 0     | 0        | 0.00     | 2.00    |
| 1953       | 名古屋 中日 | 7     | 1     | 0     | 0     | 0        | 1     | 1     | --       | --          | .500  | 63    | 16.1     | 13       | 3           | 6        | --    | 0        | 5        | 1     | 0        | 6     | 5        | 2.65     | 1.16    |
| 1954       | 名古屋 中日 | 11    | 1     | 0     | 0     | 0        | 1     | 0     | --       | --          | 1.000 | 124   | 28.1     | 32       | 1           | 7        | --    | 2        | 12       | 1     | 1        | 20    | 13       | 4.03     | 1.38    |
| 1955       | トンボ 高橋 | 24    | 5     | 1     | 0     | 0        | 1     | 5     | --       | --          | .167  | 284   | 64.2     | 65       | 2           | 24       | 0     | 1        | 32       | 4     | 0        | 42    | 28       | 3.88     | 1.38    |
| 1956       | トンボ 高橋 | 65    | 23    | 10    | 2     | 4        | 21    | 19    | --       | --          | .525  | 1261  | 323.2    | 244      | 14          | 71       | 9     | 8        | 177      | 5     | 0        | 95    | 72       | 2.00     | 0.97    |
| 1957       | 近鉄        | 38    | 13    | 1     | 1     | 0        | 2     | 11    | --       | --          | .154  | 602   | 140.2    | 140      | 12          | 54       | 3     | 1        | 88       | 4     | 0        | 70    | 60       | 3.83     | 1.38    |
| 1958       | 近鉄        | 32    | 17    | 1     | 0     | 0        | 3     | 14    | --       | --          | .176  | 566   | 130.1    | 142      | 13          | 49       | 2     | 2        | 66       | 10    | 0        | 75    | 60       | 4.12     | 1.47    |
| 1959       | 近鉄        | 12    | 4     | 0     | 0     | 0        | 0     | 2     | --       | --          | .000  | 144   | 32.1     | 32       | 4           | 15       | 0     | 2        | 11       | 1     | 0        | 22    | 20       | 5.45     | 1.45    |
| 1960       | 南海        | 5     | 0     | 0     | 0     | 0        | 0     | 0     | --       | --          | ----  | 30    | 7.0      | 8        | 2           | 3        | 0     | 0        | 1        | 1     | 0        | 3     | 3        | 3.86     | 1.57    |
| 通算：10年 | 通算：10年  | 198   | 64    | 13    | 3     | 4        | 29    | 52    | --       | --          | .358  | 3094  | 748.1    | 678      | 51          | 234      | 14    | 17       | 392      | 27    | 1        | 336   | 262      | 3.15     | 1.22    |

- 名古屋（名古屋ドラゴンズ）は、1954年に中日（中日ドラゴンズ）に球団名を変更
- トンボ（トンボユニオンズ）は、1956年に高橋（高橋ユニオンズ）に球団名を変更

### 記録
- オールスターゲーム出場：1回 （1956年）

### 背番号
- 21 （1951年 - 1952年）
- 27 （1953年 - 1954年）
- 11 （1955年 - 1956年）
- 66 （1957年）
- 17 （1958年 - 1959年）
- 32 （1960年 - 1961年）